# Север штата Мараньян (мезорегион)

Север штата Мараньян на карте.

Север штата Мараньян (порт. Mesorregião do Norte Maranhense) — административно-статистический мезорегион в Бразилии, входит в штат Мараньян. Население составляет 2 605 412 человек на 2010 год. Занимает площадь 52 383,2 км². Плотность населения — 49,74 чел./км².

## Демография
Согласно сведениям, собранным в ходе переписи 2010 г. Национальным институтом географии и статистики (IBGE), население мезорегиона составляет:
| Полное население                            | Полное население                            | Полное население                            | Полное население                            | 2 605 412 |
| ------------------------------------------- | ------------------------------------------- | ------------------------------------------- | ------------------------------------------- | --------- |
| в том числе:                                | Городское население                         | 1 679 965                                   | Процент городского населения, %             | 64,48     |
|                                             | Сельское население                          | 925 447                                     | Процент сельского населения, %              | 35,52     |
|                                             | Мужское население                           | 1 274 069                                   | Процент мужского населения, %               | 48,90     |
|                                             | Женское население                           | 1 331 343                                   | Процент женского населения, %               | 51,10     |
| Плотность населения, чел/км²                | Плотность населения, чел/км²                | Плотность населения, чел/км²                | Плотность населения, чел/км²                | 49,74     |
| Население мезорегиона в % к населению штата | Население мезорегиона в % к населению штата | Население мезорегиона в % к населению штата | Население мезорегиона в % к населению штата | 39,63     |

## Статистика
- Валовой внутренний продукт на 2003 год составляет 6 659 408 807,00 реалов (данные: Бразильский институт географии и статистики).
- Валовой внутренний продукт на душу населения на 2003 год составляет 2923,17 реала (данные: Бразильский институт географии и статистики).
- Индекс развития человеческого потенциала на 2000 год составляет 0,678 (данные: Программа развития ООН).

## Состав мезорегиона
В мезорегион входят следующие микрорегионы:
1. Городская агломерация Сан-Луис
2. Байшада-Мараньенси
3. Итапекуру-Мирин
4. Розариу
5. Литорал-Осидентал-Мараньенси
6. Ленсойс-Мараньенсис